# Polystichum schizophyllum
Polystichum schizophyllum là một loài thực vật có mạch trong họ Dryopteridaceae. Loài này được Lorea-Hern. & A.R. Sm. miêu tả khoa học đầu tiên năm 1999.